# Atypophthalmus (Atypophthalmus) fuscopleura
Atypophthalmus (Atypophthalmus) fuscopleura is een tweevleugelige uit de familie steltmuggen (Limoniidae). De soort komt voor in het Afrotropisch gebied.